# I. García aragóniai gróf
I. (Rossz) García aragóniai gróf (?–?), eredetileg García Galíndez pamplonai nemes, Galindo Belascotenes fia. Aragónia grófjaival akkor került rokonságba, amikor feleségül vette I. Aznar lányát, Matronát.
Mivel Aznar I. (Jámbor) Lajos római császár lojális hűbérese volt, 820-ban Íñigo Arista, Pamplona függetlenedni vágyó grófja egy kisebb csapattal rajtaütött, és veje javára lemondatta. Ezzel gyakorlatilag megszűnt a frank birodalom befolyása Aragóniában.
824-ben, amikor Íñigo Arista vezetésével Pamplona felkelt a frank uralom ellen, akárcsak Mūsā ibn Mūsā ibn Qasi, Banu Qasi taifa emírje, ő is csapatokat küldött a felkelők megsegítésére.
A grófi székben (820–833) I. García hálátlanságával és kegyetlenségével „érdemelte ki” a „Rossz” (El Malo) előnevet:
- hatalomra jutva elvált első feleségétől, és másodjára jótevője, Íñigo Arista lányát, Nunilát vette feleségül;
- „tréfából” megölte egyik (volt) sógorát, Centullót ( I. Aznar fiát) – a szájhagyomány szerint bezárta egy üres házba valahol Hogueras de San Juan környékén.

Egyes források szerint 833-ban meghalt – mások szerint csak lemondott fia, I. Galindo (avagy Galindo Garcés) javára, és visszavonult a közélettől.